# Алнар, Хасан Ферит
Хаса́н Фери́т Ална́р (тур. Hasan Ferit Alnar; 13 марта 1906, Константинополь Османская империя, ныне Стамбул, Турция — 26 июля 1978, Анкара, Турция) — турецкий композитор, дирижёр и исполнитель на каноне.

## Биография
Он родился в 1906 году в районе Сарачане в Стамбуле . Окончил Стамбульскую высшую школу. В шестнадцать лет он сочинил одноактную оперу «Kelebek Zabit» . Учился композиции у Йозефа Маркса.  Вместе с композиторами Ахмедом Аднаном Сайгуном, Неджилем Кязымом Аксесом, Джемалем Решитом Реем и Ульви Джемалем Эркином, входил в «Турецкую пятёрку» ведущих турецких композиторов. С 1932 года — дирижёр оркестра Стамбульского городского театра, с 1936 года — Анкарского филармонического оркестра. В 1938—1953 годах — Симфонического оркестра Анкарского радио. С 1955 года — дирижёр Анкарской государственной оперы. Писал музыку к кино.

## Сочинения
- Музыкальные комедии
- Произведения для фортепиано
- Произведения для канона
- Камерно-инструментальные ансамбли
- фортепианные пьесы